# Eulogy (пісня)
«Eulogy»  — пісня американського рок-гурту Tool, промосингл з альбому Ænima 1996 року.

## Про пісню
Назва пісні «Eulogy» означає схвальну промову на адресу того, хто нещодавно помер або пішов з роботи. З її тексту незрозуміло достеменно, кому вона присвячена, тому дехто сприймав її метафорично, хоча інші називали конкретні імена — Ісуса, Курта Кобейна або Л. Рона Хаббарда. Восьмихвилинна композиція має типову для Tool структуру, переходячи з неквапливого вступу, що триває декілька хвилин, до важкої основної частини з уривчастими гітарними рифами.

## Місця в чартах
| Хіт-парад                    | Дата дебюту в чарті | Найвища позиція |
| ---------------------------- | ------------------- | --------------- |
| Active Rock                  | 15.08.1998          | 31              |
| Digital Song Sales           | 17.08.2019          | 44              |
| Hot Rock & Alternative Songs | 17.08.2019          | 22              |
| Rock Digital Song Sales      | 17.08.2019          | 12              |
| Hard Rock Digital Song Sales | 17.08.2019          | 11              |
| Hot Rock Songs               | 17.08.2019          | 22              |